# 四御
四御（しぎょ）は、道教で三清を補佐する4柱の天帝。四輔（しほ）とも。実質的に宇宙万物を運用・統治している最高の神である。三清に次ぐ地位にあたり、共に「三清四御」と称される。
- 昊天至尊玉皇上帝 - 玉皇大帝（ぎょくこうたいてい） 　天道をつかさどる。
- 中天紫微北極大帝 - 北極紫微大帝（ほっきょくしびたいてい）　四季と日月星辰、天地をつかさどる。
- 勾陳上宮天皇大帝 - 天皇大帝（てんこうたいてい）　天地人の三才万物、星辰、兵革をつかさどる。
- 承天效法后土皇地祇 - 后土（こうど）　陰陽と万物の生育をつかさどる。

これに東極妙厳青華大帝（太乙救苦天尊）・南極神霄玉清大帝などを加えたものを六御（りくぎょ、ろくぎょ）ともいう。